# 美和村 (長野県)
美和村（みわむら）は長野県上伊那郡にあった村。現在の伊那市長谷各町の北半にあたる。

## 地理
- 山：三界山、高座岩、入笠山、程久保山、釜無山、黒岩岳、横岳、鋸岳、三ツ頭、甲斐駒ヶ岳、駒津峰、双児山、小仙丈ヶ岳、仙丈ヶ岳、松峰、三ツ石岳、嫦娥岳
- 河川：三峰川、小黒川

## 歴史
- 1889年（明治22年）4月1日 - 町村制の施行により、黒河内村・溝口村・非持村の区域をもって発足。
- 1959年（昭和34年）4月1日 - 伊那里村と合併して長谷村が発足。同日美和村廃止。
- 2006年（平成18年）3月31日 - 長谷村が伊那市・高遠町と合併し、改めて伊那市が発足。